# Eurya reflexa
Eurya reflexa är en tvåhjärtbladig växtart som beskrevs av W.R. Barker. Eurya reflexa ingår i släktet Eurya och familjen Pentaphylacaceae. Inga underarter finns listade i Catalogue of Life.